# Арслан, Антония
Антония Арслан (итал. Antonia Arslan; род. 1938, Падуя, Италия) — итальянская писательница армянского происхождения. Учёный, магистр этнографии, профессор современной итальянской литературы университета Падуи. Автор получившей ряд премий книги «Усадьба жаворонков», по мотивам которой братьями Тавиани был снят фильм «Гнездо жаворонка» (2007).

## Биография
Антония Арслан родилась в 1938 году на севере Италии в городе Падуя. Своё имя получила в честь покровителя Падуи — Святого Антония Падуанского. Её дед Ервант Арсланян (1865—1949) был известным врачом-отоларингологом. Он родился в Харберде, в возрасте 13 лет переехал в Италию, окончил армянский колледж Мурад-Рафаелян в Венеции, затем Падуанский университет. Уже находясь в Италии, он подобно многим армянам, живущим за границей, сократил свою фамилию, убрав из неё последний слог. Её отец Мишель Арслан — учёный-отоларинголог Падуанского университета, разработал лечение синдрома Меньера ультразвуком.
Антония Арслан окончила Падуанский университет, где получила диплом археолога. Спустя какое-то время она целиком посвятила себя изучению итальянской литературы Нового времени. Вдохновлённая стихами армянского поэта Даниэла Варужана, опираясь на семейные воспоминания, начала писать книги о геноциде армян. Будучи профессором современной итальянской литературы и магистром этнографии с успехом выступает в университетах Европы и США с различными лекциями и семинарами.
В сентябре 2010 года министерство культуры Армении, за выдающиеся творческие достижения в области армянской культуры, искусства и литературы, наградило Антонию Арслан медалью «Мовсес Хоренаци».

## Творчество

### Итальянская тематика
Главной темой исследований Антонии Арслан сначала был жанр итальянского «народного романа» XIX века (истории из повседневной жизни, которые публиковались как приложения к периодической печати). После чего она обратила внимание на практически не изученный пласт итальянской литературы: творчество женщин-писательниц и постепенно опубликовала целую серию забытых или вообще неизвестных текстов. Её перу принадлежат статьи и монографии, посвящённые творчеству итальянских писателей Дино Буццати, Карло Гольдони, Энрико Пеа, а также переводы произведений Поля Верлена, Артюра Рембо, Пьера Ламартина, Виктора Гюго и многих других. Благодаря её исследованиям были переизданы произведения таких забытых в современной Италии писательниц второй половины XIX века, как Матильда Серао, Графиня Лара, Маркиза Коломби, Виттория Аганур, Неера.

### Армянская тематика
В работах писательницы часто присутствует армянская тематика. Антонией Арслан перевела ряд художественных и научных работ армянских авторов на итальянский язык. Некоторые из них вошли в школьную программу внеклассного чтения, другие поступили в школьные библиотеки. Как писатель она стала широко известна после выхода романа «Усадьба жаворонков», рассказывающего о семье дяди Антонии Арслан, находившейся в эпицентре геноцида армян. Роман был переведён на 20 языков, после чего известные режиссёры братья Тавиани экранизировали его под названием «Гнездо жаворонка». Сразу же после выхода книга оказалась среди финалистов престижных литературных премий Италии, и на сегодняшний день она отмечена 15 литературными премиями. Вышедшая в свет монография «Путь в Смирну» продолжила тему геноцида армян в её творчестве. Трагедия армянского народа стала также главной сюжетной линией книги «Мушский гомилиарий» (или «Мушская проповедь»), рассказывающей об истории древней армянской рукописи. Антонией Арслан написаны не изданные до сих пор баллады на армянском языке, касающиеся трагической истории армян. Совместно с французским историком Клодом Мутафяном она издала буклет и сборник свидетельств соотечественников «Молчание. Итальянские голоса выживших армян», посвящённый геноциду.

## Награды и премии
- Премия Stresa di Narrativa[итал.] (2004)[2]
- Номинация на премию Кампьело (2004)[2]
- Премия Манцони (2005)[2]
- Премия ПЕН Клуба Интернешнл (2005)[5]
- медаль Мовсеса Хоренаци (2010, Армения)[3]

## Переводы на итальянский

### Художественная литература
- 1992 — сборник стихов «Песнь хлеба» (Д. Варужан)
- 1995 — сборник стихов «Море колосьев» (Д. Варужан)

### Научная литература
- 1995 — «Мец Егерн. Краткая история армянского геноцида» (с К. Мутафяном)
- 2003 — «История армян» (Ж. Дедеян)
- 2003 — «История геноцида армян. Национальные конфликты от Балкан до Кавказа» (В. Дадрян)

## Экранизации
- «Гнездо жаворонка» (2007) — фильм братьев Тавиани, снятый по роману «Усадьба жаворонков»